# Đồi thông hai mộ

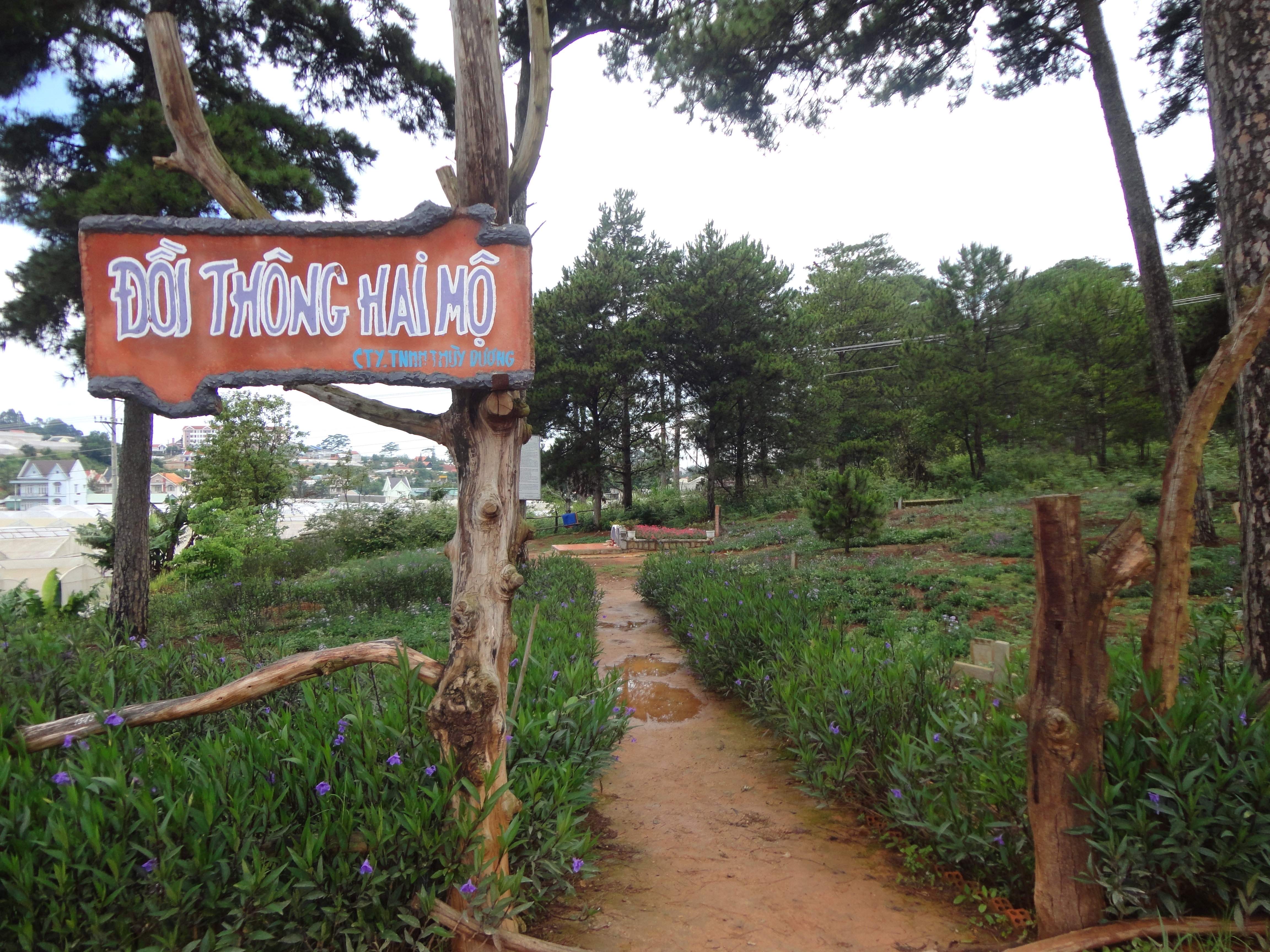
Cổng vào Đồi Thông Hai Mộ

Đồi thông hai mộ là một địa điểm tham quan du lịch nằm trên đồi thông bên bờ hồ Than Thở, Đà Lạt. Nơi này được nhiều người biết đến vì gợi nhớ một câu chuyện tình buồn của một đôi trai gái trẻ.

## Câu chuyện

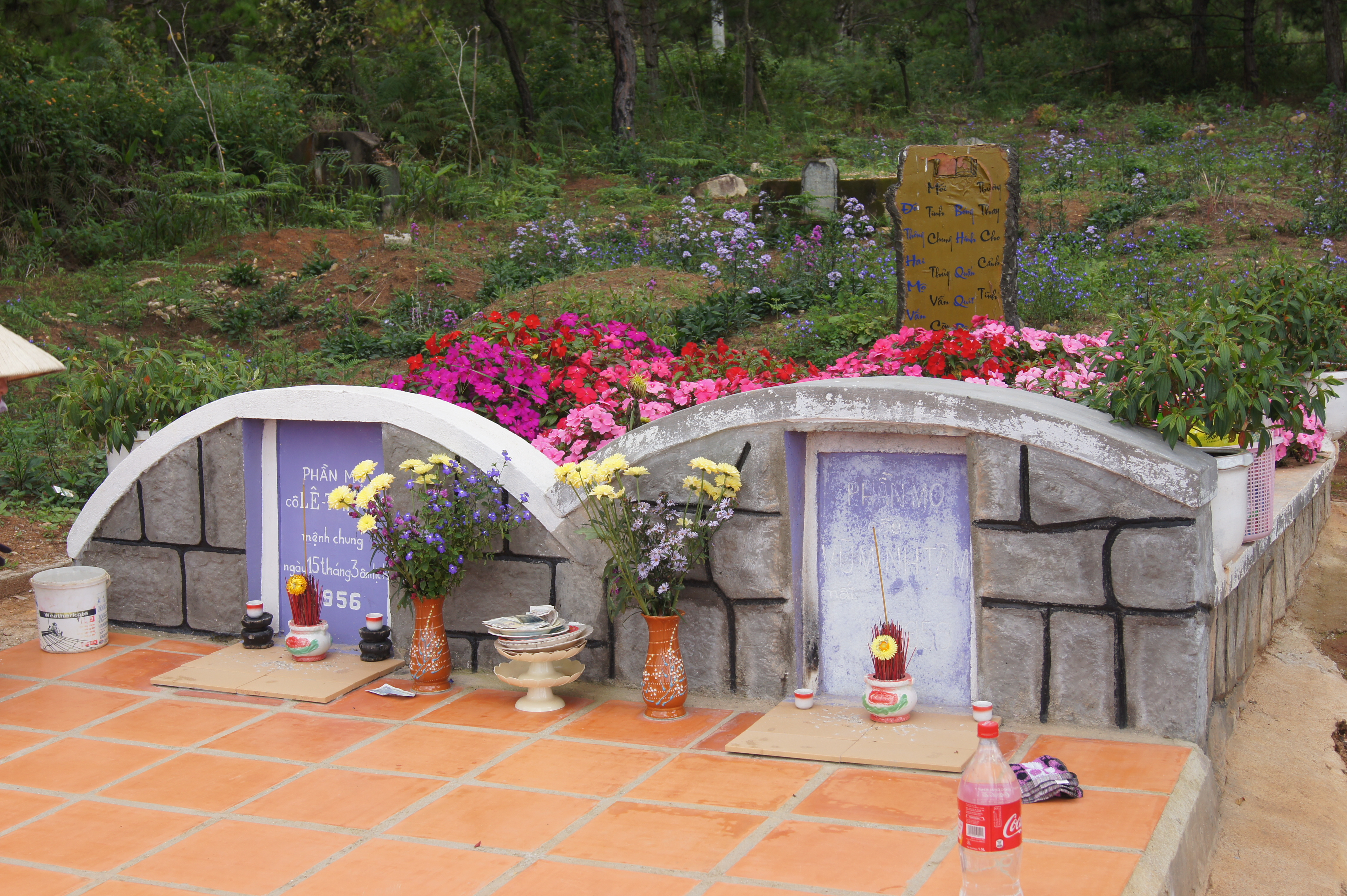
Hai ngôi mộ trên đồi thông

Thắng cảnh Đồi thông hai mộ thường được gắn với những câu chuyện ly kì, tuy nhiên có một câu chuyện được cho là trung thực nhất kể rằng: chàng tên Vũ Minh Tâm, nàng tên Lê Thị Thảo. Chàng quê ở Gò Công, Tiền Giang, sinh trong một gia đình đại điền chủ giàu có, là sinh viên Trường Võ bị Đà Lạt. Nàng:

"... năm ấy khi tuổi vừa đôi chín
Tâm hồn đang trắng trong
Như chim non khi ăn còn chưa no
Khi co còn chưa ấm 
Họ gặp nhau tâm đầu ý hợp, yêu nhau tha thiết và thề non hẹn biển. Tốt nghiệp, chàng về xin cha mẹ trầu cau cưới hỏi... nhưng bị gia đình phản đối kịch liệt vì gia đình nàng không "môn đăng hộ đối" và bắt đi cưới người con gái mà chàng không hề yêu. Chàng đã xin chuyển đến một vùng tuyến đầu lửa đạn để quên đi... Và rồi, nàng nhận được tin báo tử của chàng từ chiến trường. Đau khổ tột cùng:

"nàng buồn thơ thẩn chẳng còn ngồi
trang điểm qua màu phấn
Để phai úa đến tàn cả hương sắc
tháng ngày luôn héo hon"
Sau đó, nàng tìm đến khu đồi thông bên bờ hồ Sương Mai (sau tình sử này được gọi là hồ Than Thở), nơi hai người xưa kia từng hò hẹn, tự vẫn chết vào ngày 15 tháng 3 năm 1956. Thuận theo nguyện vọng, gia đình đã chôn cất nàng ngay dưới khu đồi thông. Nhưng thật ra người ta đã nhầm khi báo tử, chàng không tử trận và đang trở về thăm nàng. Hay tin nàng chết, Tâm tìm đến mộ nàng vật vã khóc than, sau đó cũng tự tử chết theo để giữ trọn lời thề. Chàng chết vào tháng 11 năm 1956. Trước khi chết, chàng để lại bức thư tuyệt mệnh với mong ước được yên nghỉ bên cạnh mộ nàng để hai người mãi mãi được gần nhau. Và:

"... mộ chàng đã được ở cạnh nàng
Như lời xưa thề ước
Nằm hiu hắt đến ngàn thu an giấc
dưới mộ sâu đất khô
Qua bao năm rêu xanh phủ che kín..."
Tuy nhiên, sau năm 1975, do tuổi cao sức yếu, không thể thường xuyên lên thăm mộ con, cha mẹ chàng đã cho bốc mộ anh đưa về quê. Dù hài cốt chàng đã được dời đi nhưng cảm thương mối tình của hai người, người thân của nàng vẫn để ngôi mộ đôi. Và sau này ngôi mộ được tôn tạo khang trang lại, trở thành điểm tham quan du lịch độc đáo như hiện nay.
Nhân dịp Festival hoa Đà Lạt 2012, Ban tổ chức đã cho trồng toàn hoa tím chung quanh khu mộ.

## Nhạc phẩmĐồi thông hai mộ
Cảm khái chuyện tình của hai người, nhạc sĩ Hồng Vân sáng tác bài hát "Đồi thông hai mộ". Bài hát điệu boléro này được nhiều người ưa thích và thể hiện thành công qua các giọng ca như: Lệ Quyên, Hoàng Oanh, Dạ Hương...

## Điểm hẹn hò và những cái chết
Do phong cảnh khu vực Đồi thông hai mộ đẹp, thoáng mát, lối vào đồi thông và vào hồ nước lại không được rào chắn nên nhiều đôi lứa thường chọn nơi này để hẹn hò tâm sự. Tuy nhiên, đây là khu vực cách xa dân cư lại khá vắng vẻ nên cũng không hiếm các trường hợp đã chọn nơi này để tìm đến cái chết mà không được phát hiện để cứu chữa kịp thời.